# Dimitrios Ferfelis
Dimitrios Ferfelis (Delmenhorst, 5 april 1993) is een Grieks-Duits voetballer die bij voorkeur als aanvaller speelt. Hij verruilde in 2014 TuS Koblenz voor PEC Zwolle.
Ferfelis speelde met TuS Koblenz twee seizoenen in de Regionalliga Südwest. In een competitiewedstrijd tegen FC Twente op 23 november 2014 maakte hij zijn debuut in het eerste elftal van PEC Zwolle, in de Eredivisie.

## Carrièrestatistieken
| Seizoen                     | Club            | Land            | Competitie           | Competitie | Competitie | Beker | Beker | Internationaal | Internationaal | Overig | Overig | Totaal | Totaal |
| Seizoen                     | Club            | Land            | Competitie           | Wed.       | Dlp.       | Wed.  | Dlp.  | Wed.           | Dlp.           | Wed.   | Dlp.   | Wed.   | Dlp.   |
| --------------------------- | --------------- | --------------- | -------------------- | ---------- | ---------- | ----- | ----- | -------------- | -------------- | ------ | ------ | ------ | ------ |
| 2012/13                     | TuS Koblenz     | Duitsland       | Regionalliga Südwest | 25         | 7          | 0     | 0     | 0              | 0              | 0      | 0      | 25     | 7      |
| 2013/14                     | TuS Koblenz     | Duitsland       | Regionalliga Südwest | 26         | 10         | 0     | 0     | 0              | 0              | 0      | 0      | 26     | 10     |
| 2014/15                     | PEC Zwolle      | Nederland       | Eredivisie           | 5          | 0          | 1     | 0     | 0              | 0              | 0      | 0      | 6      | 0      |
| 2015/16                     | PAS Giannina    | Griekenland     | Alpha Ethniki        | 12         | 0          | 4     | 1     | 0              | 0              | 0      | 0      | 16     | 1      |
| 2016/17                     | PAS Giannina    | Griekenland     | Alpha Ethniki        | 1          | 0          | 1     | 0     | 3              | 0              | 0      | 0      | 5      | 0      |
| 2016/17                     | PAS Lamia       | Griekenland     | Football League      | 8          | 1          | 2     | 0     | 0              | 0              | 0      | 0      | 10     | 1      |
| 2017/18                     | FSV Zwickau     | Duitsland       | 3.Liga               | 9          | 0          | 1     | 0     | 0              | 0              | 0      | 0      | 10     | 0      |
| Carrière totaal             | Carrière totaal | Carrière totaal | Carrière totaal      | 86         | 18         | 9     | 1     | 3              | 0              | 0      | 0      | 98     | 19     |
| Bijgewerkt tot 10 juni 2015 |                 |                 |                      |            |            |       |       |                |                |        |        |        |        |

## Erelijst

### MetPEC Zwolle
| Competitie | Winnaar | Winnaar | Verliezend Finalist | Verliezend Finalist |
| Competitie | Aantal  | Jaren   | Aantal              | Jaren               |
| ---------- | ------- | ------- | ------------------- | ------------------- |
| Nationaal  |         |         |                     |                     |
| KNVB beker |         |         | 1x                  | 2014/15             |